# 馬里自治州
马里自治州（俄语：Марийская автономная область）是俄罗斯苏维埃联邦社会主义共和国的一个自治州，成立于1920年11月4日。1936年，改为马里苏维埃社会主义自治共和国。1990年苏联解体，成为俄罗斯的一个自治共和国马里埃尔共和国。
马里自治州人口大多为马里人。著名历史事件有1921–22年俄罗斯饥荒和1921年马里山火。